# Индуно Олона
Индуно Олона (итал. Induno Olona) је насеље у Италији у округу Варезе, региону Ломбардија.
Према процени из 2011. у насељу је живело 10258 становника. Насеље се налази на надморској висини од 389 м.

## Становништво
| 1936. | 1951. | 1961. | 1971. | 1981. | 1991. | 2001. | 2011.  |
| ----- | ----- | ----- | ----- | ----- | ----- | ----- | ------ |
| 2.963 | 4.224 | 5.648 | 7.390 | 9.585 | 9.816 | 9.810 | 10.336 |